# 木村天鮮
木村 天鮮（きむら たかあき、1983年5月29日 - ）は、日本の男性キックボクサー。本名は木村 敬明（読み同じ）。北海道出身。レグルス池袋所属。北海道札幌白石高等学校卒業。初代J-NETWORKスーパーフェザー級王者、３度防衛ののち返上。名勝負男として親しまれている。愛称はきむたか。
2011年7月に神奈川県愛甲郡愛川町の川で溺れ心肺停止でドクターヘリにて搬送され蘇生する。
2013年より飯能看護専門学校に通い正看護師免許取得。2017年、埼玉県飯能市に朋音キックボクシングジムを開設する。

## 来歴
2007年8月3日、J-NETWORKフェザー級王座決定戦でAKIRAと対戦し、0-2の判定負けで王座獲得ならず。
2008年10月3日、J-NETWORKスーパーフェザー級王座決定トーナメント準決勝で赤羽秀一と対戦し、TKO勝ちで決勝進出を決めた。この試合からリングネームを木村 天鮮に改めた。
2009年5月6日、J-NETWORKで全日本ライト級王者遠藤智史と対戦し、0-3の判定負けを喫した。
2009年6月21日、M-1スーパーフェザー級王座決定戦でAKIRAと対戦し、0-3の判定負けで王座獲得ならず。
2009年10月4日、J-NETWORKスーパーフェザー級タイトルマッチでリョウ・ペガサスと対戦し、3-0の判定勝ちで初防衛に成功した。
2010年10月10日、J-NETWORKスーパーフェザー級タイトルマッチで笠原淳矢と対戦し、3-0の判定勝ちで2度目の防衛に成功した。
2011年4月29日、J-NETWORK「TIME to CHANGE the KICK by J-SPIRIT 2nd」で、元J-NETWORKフライ級王者鬥嘩裟と対戦し、0-2の判定負けを喫した。
2011年11月27日、J-NETWORKスーパーフェザー級タイトルマッチでファイヤー仭士と対戦し、3-0の判定勝ちで３度目の防衛に成功した。

## 戦績
| キックボクシング 戦績 | キックボクシング 戦績 | キックボクシング 戦績 | キックボクシング 戦績 | キックボクシング 戦績 | キックボクシング 戦績 | キックボクシング 戦績 |
| --------------------- | --------------------- | --------------------- | --------------------- | --------------------- | --------------------- | --------------------- |
| 37 試合               | (T)KO                 | 判定                  | その他                | 引き分け              | 無効試合              |                       |
| 21 勝                 | 13                    |                       |                       | 1                     | 0                     |                       |
| 15 敗                 |                       |                       |                       | 1                     | 0                     |                       |

| 勝敗 | 対戦相手                         | 試合結果                                      | 大会名 | 開催年月日     |
| ○    | 中嶋剛志                         | 3R終了 判定3-0                                | J-NETWORK「TIME to CHANGE the KICK by J-SPIRIT 3rd」 | 2011年6月19日  |
| ×    | 鬥嘩裟                           | 3R終了 判定0-2                                | J-NETWORK「TIME to CHANGE the KICK by J-SPIRIT 2nd」 | 2011年4月29日  |
| ○    | 笠原淳矢                         | 5R終了 判定3-0                                | J-NETWORK「FORCE for the TRUTH of J FINAL」 【J-NETWORKスーパーフェザー級タイトルマッチ】                                                                                  | 2010年10月10日 |
| ×    | 中須賀芳徳                       | 3R 1:37 KO（左ストレート）                    | J-NETWORK「FORCE for the TRUTH of J 2nd」 | 2010年5月3日   |
| ○    | 増倉敦                           | 3R 2:19 TKO                                   | ノースエリア格闘技イベント BOUT-VI | 2010年3月14日  |
| ○    | くノ一                           | 3R終了 判定3-0                                | J-NETWORK「FORCE for the TRUTH of J 1st」 | 2010年2月21日  |
| ×    | 赤十字竜                         | 5R終了 判定0-3                                | ニュージャパンキックボクシング連盟 「ROAD TO REAL KING 14」 | 2009年11月28日 |
| ○    | リョウ・ペガサス                 | 5R終了 判定3-0                                | J-NETWORK「GET REAL in J-WORLD 4th」 【J-NETWORKスーパーフェザー級タイトルマッチ】                                                                                         | 2009年10月4日  |
| ×    | サクシー・ケイリバー             | 3R+延長R終了 判定0-3                          | J-NETWORK「GET REAL in J-WORLD 3rd」 | 2009年7月17日  |
| ×    | AKIRA                            | 5R終了 判定0-3                                | M-1 FAIRTEX SINGHA BEER ムエタイチャレンジ 2009「Yod Nak Suu vol.2」 【M-1スーパーフェザー級王座決定戦】                                                                   | 2009年6月21日  |
| ×    | 遠藤智史                         | 3R終了 判定0-3                                | J-NETWORK「GET REAL in J-WORLD 2nd」 | 2009年5月6日   |
| △    | モンコンデート・ソーペエートーン | 5R終了 判定0-1                                | ノースエリア格闘技イベント BOUT-IV | 2009年3月15日  |
| ○    | TSUYOSHI                         | 3R 2:50 KO                                    | J-NETWORK「Let's Kick with J FINAL」 【J-NETWORKスーパーフェザー級王座決定トーナメント 決勝】                                                                              | 2008年11月30日 |
| ○    | 赤羽秀一                         | 1R 0:36 TKO（ドクターストップ：右目尻カット） | J-NETWORK「Let's Kick with J FINAL」 【J-NETWORKスーパーフェザー級王座決定トーナメント 準決勝】                                                                            | 2008年10月3日  |
| ○    | 森重真                           | 1R 1:12 KO                                    | J-NETWORK「J-FIGHT in SHINJUKU 〜vol.4〜」 | 2008年7月21日  |
| ○    | 塚原光斗                         | 2R 0:02 TKO（ドクターストップ：カット）       | J-NETWORK「Let's Kick with J the 3rd」 | 2008年6月1日   |
| ○    | リョウ・ペタス                   | 2R 2:04 KO（左ミドルキック）                  | J-NETWORK「Let's Kick with J the 2nd」 | 2008年4月11日  |
| ×    | 秋山優                           | 2R 1:59 TKO                                   | J-NETWORK「J-FIGHT 19」 | 2008年2月10日  |
| ○    | 川崎亮                           | 1R 2:35 KO（3ノックダウン）                   | J-NETWORK「J-FIGHT 18」 | 2007年12月16日 |
| ×    | 中尾満                           | 1R 0:50 KO（右ストレート）                    | 新日本キックボクシング協会「TITANS NEOS 2」 | 2007年9月16日  |
| ×    | AKIRA                            | 5R終了 判定0-2                                | J-NETWORK「Championship Tour of J 1st」 【J-NETWORKフェザー級王座決定戦】                                                                                                  | 2007年8月3日   |
| ×    | 水落洋祐                         | 3R終了 判定0-3                                | 全日本キックボクシング連盟「CUB☆KICK'S-7 〜第10代・全日本ミドル級王座決定戦〜」                                                                                            | 2007年6月10日  |
| ○    | AKIRA                            | 3R 2:12 KO（3ダウン：左ストレート）           | J-NETWORK「The Starting Point of J」 【J-NETWORKフェザー級王座次期挑戦者決定戦】                                                                                           | 2007年1月8日   |
| ○    | 江口光治                         | 2R 2:25 TKO                                   | J-NETWORK「J-FIGHT 13」 【J-NETWORKフェザー級王座次期挑戦者決定トーナメント 準決勝】                                                                                       | 2006年12月10日 |
| ○    | 武田晃一                         | 3R終了 判定3-0                                | J-NETWORK「MACH GO! GO! '06 〜フライ級最強決定トーナメント準決勝〜＆喧嘩火山再爆発 〜THE REMATCH 寒川×我龍〜」 【J-NETWORKフェザー級王座次期挑戦者決定トーナメント 1回戦】 | 2006年11月22日 |
| ○    | 水落洋祐                         | 3R終了 判定2-0                                | J-NETWORK「MACH GO! GO! '06 〜フライ級最強決定トーナメント準決勝〜」 | 2006年10月1日  |
| ○    | クレイジー・ヒル                 | 3R 0:18 KO                                    | J-NETWORK「GO! GO! J-NET '06 〜STREETS of FIRE〜」 | 2006年7月25日  |
| ×    | 細川裕太                         | 3R終了 判定0-3                                | J-NETWORK「GO! GO! J-NET '06 〜Light my fire!〜」 | 2006年1月9日   |
| ×    | AKIRA                            | 2R 2:11 KO                                    | J-NETWORK「J-FIGHT 7」 | 2005年10月9日  |
| ×    | 正巳                             | 2R 1:07 KO（右ストレート）                    | 全日本キックボクシング連盟「STRAIGHT」 | 2005年5月15日  |
| ○    | 清水英樹                         | 3R終了 判定3-0                                | 全日本キックボクシング連盟「NEVER GIVE UP」 【オープニングファイト】 | 2005年4月17日  |
| ×    | 宮田欽章                         | 3R終了 判定0-3                                | J-NETWORK「J-FIGHT 3」 【フェザー級新人王決定トーナメント 1回戦】 | 2005年2月13日  |
| ○    | 下東勇真                         | 1R 1:48 KO（3ダウン：膝蹴り）                 | J-NETWORK「Kick Squad 6」 【フレッシュマンファイト】 | 2004年12月5日  |
| ○    | 武田晃一                         | 3R終了 判定2-0                                | J-NETWORK「Kick Squad 5」 【フレッシュマンファイト】 | 2004年9月14日  |